# زینه ما
زینه ما(نام علمی: Hygrophila difformis) نام یک گونه از تیره پاخرسیان است.